# فولاد درصد کربنی
فولاد کربنی می‌تواند درصد بالای وزنی بین ۰٫۳۰ تا ۱٫۷۰ کربن داشته باشد. ناخالصی‌های کمیاب عناصر مختلف دیگر می‌تواند تأثیر قابل توجهی بر کیفیت فولاد حاصل داشته باشد. مقادیر کمی از گوگرد داخل فولاد، می‌تواند موجب رخ دادن شیارهای سرخ شود. این موضوع به این دلیل است که دمای ذوب گوگرد به شدن از فولاد کمتر است و سریع‌تر ذوب می‌شود. همین موضوع سبب می‌شود که نواحی قرمز رنگ آتشینی در داخل فولاد جامد شکل بگیرد که باعث ترد شدن فولاد می‌شود. فولادهای کربنی کم آلیاژ مانند سری A36 حدود ۰٫۰۵٪ گوگرد دارن همچنین منگنز غالباً برای بهبود سختی فولاد استفاده می‌شود. این اضافات باعث تعاریف جدیدی از فولاد کم آلیاژ می‌شود اما طبق تعاریف AISI، فولاد کربنی می‌تواند تا ۱٫۶۵٪ وزنی، منگنز داشته باشد.

##### فولاد تندبُر
زیر مجموعه ای از فولادهای ابزاری است که معمولاً جهت ساخت ابزارهای برشی از آن استفاده می‌شود. این فولاد معمولاً در ساخت مته و تیغه‌های صفحه اره گردبُر کاربرد دارد. فولادهای تندبر به دلیل قابلیتشان در ماشینکاری مواد در سرعت‌های نسبتاً بالا به این طریق نامگذاری شده‌اند. این فولادها، آلیاژهای پایه آهن پیچیده‌ای از کربن، کروم، مولیبدن یا تنگستن یا هر دو هستند و ممکن است در بعضی موارد درصد بالایی از کبالت نیز داشته باشند.
این فولادها نسبت به فولادهای کربن-بالایی که تا دهه ۱۹۴۰ استفاده می‌شد برتری داشته و سختی خود را در دماهای بالاتری حفظ می‌کنند. این ویژگی باعث شده تا ابزارهای برشی ساخته شده از جنس HSS قابلیت کار در سرعت‌های بالاتری نسبت به فولادهای کربن-بالا داشته باشد و به همین دلیل فولاد تندبر نامگذاری شده است.

### فولاد با درصد کربنی کم و متوسط
فولاد کم‌کربن (آهنی که شامل درصد کمی از کربن می‌باشد) که به‌عنوان فولاد کربن ساده و فولاد کربن درصد پایین نیز شناخته می‌شود، امروزه رایج‌ترین شکل استفاده از فولاد است چرا که با داشتن قیمت نسبتاً پایین، خواص قابل قبولی دارد که نیازهای کاربردهای مختلف را برآورده می‌کند. فولاد کم‌کربن به‌طور تقریبی شامل ۰٫۰۵ تا ۰٫۳ درصد کربن است که این موضوع، آن را چکش خوار و شکل‌پذیر کرده است. همچنین این فولاد مقاومت تنش کششی کمی دارد اما ارزان است و به‌راحتی شکل می‌گیرد. سختی سطحی آن را می‌توان از طریق کربن‌دهی افزایش داد.
برای کاربردهایی که سطح مقطع بزرگ استفاده می‌شود تا خیز را کمینه کند، شکست ناشی از تسلیم نگرانی جدی نخواهد بود بنابراین فولاد کم‌کربن بهترین انتخاب هستند، برای مثال فولاد ساختمانی این‌گونه است. چگالی فولاد کم‌کربن به‌طور تقریبی برابر با 7.85 g/cm3 و مدول یانگ آن برابر با 200 GPa است.
مطالعات روی فولاد کربن نشان می‌دهد که دو نقطه تسلیم دارد. نقطه تسلیم اول (تسلیم بالاتر) بیشتر از تسلیم دوم است و نمدار تنش - کرنش ماده بعد از نقطه تسلیم اول به‌آرامی افت می‌کند. اگر فولاد کم‌کربن در نقطه‌ای بین تسلیم بالا و تسلیم پایین مورد تنش قرار بگیرد، در این صورت سطح، نوار لودر را پدیدمی‌آورد.
فولادهای کم‌کربن کربن کمتری نسبت به سایر فولادها دارند و برای شکل‌دهی سرد مناسب‌تر هستند و کنترل آن‌ها آسان‌تر انجام می‌شود. به‌طورکلی، از کاربردهای فولاد کم‌کربن می‌توان در اجزای مختلف خودروها، لوله‌ها، ساخت‌وساز ساختمانی و قوطی‌های مواد غذایی نام برد.

### فولاد با درصد کربنی بسیار بالا
حدود۱٫۲۵–۲٫۰٪ کربن دارند. این نوع فولاد مقاومت بسیار زیادی دارد. برای کاربردهای خیلی خاص (کاربردهای غیر ضنعتی) مانند چاقوهای نظامی، محورهای ماشین آلات خاص و پانچ استفاده می‌شود. فولادهای کربنی با درصد کربن بالای ۲٫۵٪ با استفاده از متالورژی پودر ساخته می‌شوند.